# Blaye-les-Mines
Blaye-les-Mines è un comune francese di 3 228 abitanti situato nel dipartimento del Tarn nella regione dell'Occitania.

## Società

### Evoluzione demografica
Abitanti censiti